# Scott Pilgrim
Scott Pilgrim é uma série de histórias em quadrinhos (banda desenhada) canadense criada por Bryan Lee O'Malley, que é composta de 6 volumes em formatinho/brochura e em preto e branco. O primeiro volume foi lançado em 2004. Em 2010, o último foi liberado, todos publicados pelo Portland, Oregon.
A Editora Companhia das Letras publicou Scott Pilgrim no Brasil em Março de 2010. A franquia de Scott Pilgrim surgiu após uma música da banda feminina Plumtree, chamada "Scott Pilgrim".

## Sinopse

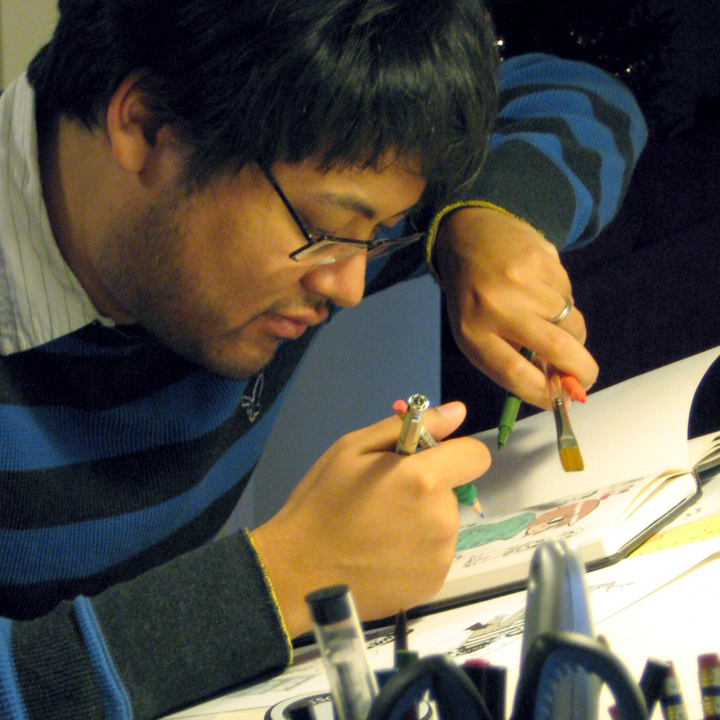
Bryan Lee O'Malley, criador de Scott Pilgrim

Scott Pilgrim é um canadense de aproximadamente 23 anos, preguiçoso, anti-herói, roqueiro de garagem, que vive em Toronto, no Canadá tocando baixo na sua banda chamada "Sex Bob-Omb". Ele se apaixona pela entregadora da Amazon chamada Ramona Flowers, mas deve derrotar os sete ex-namorados, chamados de "A Liga dos Sete Ex-namorados do mal", para que Scott possa ficar com ela.

## Personagens
- Scott William Pilgrim: personagem principal. É um canadense de 23 anos (24 depois de Scott Pilgrim vs The Universe) que tinha uma vida mansa, desempregado, membro de uma banda indie, e morava de favor com seu melhor amigo homossexual Wallace Wells, e usava o cartão de crédito dele. A vida de Scott se complica quando ele tem um sonho com uma garota misteriosa de cabelo pintado e logo depois a encontra na vida real, se apaixonando por ela. É forte e, de acordo com a Kim, Scott é o melhor lutador de Ontario. Apaixonado por Ramona, Scott precisará enfrentar seus sete ex-namorados malignos para seguir com seu relacionamento. No filme, Scott é interpretado por Michael Cera.

- Ramona Victoria Flowers: personagem feminina principal, é uma americana de 24 anos (25 anos em Scott Pilgrim's Finest Hour), é uma entregadora da Amazon e usa as Rodovias Subespaciais para fazer as entregas, tendo conhecido Scott graças a isso, uma vez que havia uma dessas rodovias passando pelos sonhos dele. No começo ela e Scott tinham apenas um relacionamento normal, mas aos poucos o relacionamento foi se fortalecendo. Ramona possui sete ex-namorados malignos que formaram uma liga de super-vilões para impedir o relacionamento dela com o Scott, e o Scott precisará derrotar todos eles em combate se quiser seguir com seu relacionamento com Ramona. No filme, ela foi interpretada por Mary Elizabeth Winstead.

- Wallace Wells: amigo homossexual de Scott, com quem ele mora de favor e usa seu cartão de crédito (até Scott Pilgrim Gets It Together, quando vai morar com seu namorado, Mobile). No geral é um bom conselheiro pro Scott, como nas vezes que ele falava para Scott terminar seu namoro com a Knives. Ele gosta da Ramona e a considera uma boa amiga, e sempre está ajudando Scott quando as coisas ficavam complicadas. No filme, foi interpretado por Kieran Culkin.

- Kim Pine: ex-namorada de Scott, que namorou com ele no colegial (como mostrado no começo de Scott Pilgrim vs The World), Scott chegou a enfrentar um colégio inteiro para resgatá-la após ela ser sequestrada, mas eles terminaram e depois se reencontraram. É muito fria e diversas vezes arrogante, e aos poucos começa a ter uma atitude menos fria e a ficar mais de bem com a vida. Kim teve um breve caso com a Knives, quando ambas ficaram bêbadas e acabaram se beijando. No filme, foi interpretada por Alison Pill.

- Stephen Stills: o "líder" da banda Sex Bob-Omb, é um bom cozinheiro e, mesmo sendo um ano mais novo que Scott e Kim, age de forma mais madura que ambos, além de ter uma aparência bem mais velha que os outros. Ao longo das histórias vivia namorando com a Julie, até os eventos de Scott Pilgrim Gets It Together e Scott Pilgrim vs The Universe, quando se assume homossexual e inicia um relacionamento com Joseph. No filme, foi interpretado por Mark Webber.

- Knives Chau: uma garota chinesa de 17 anos (18 em Scott Pilgrim Finest Hour), namora Scott no começo de Scott Pilgrim's Precious Little Life, porém ele a deixa depois de conhecer Ramona. Furiosa, Knives ataca Ramona e tenta recuperar Scott mas nunca consegue. Teve um caso com a Kim, quando elas estavam bêbadas. Em Scott Pilgrim's Finest Hour ela supera seu amor por Scott. No filme, foi interpretada por Ellen Wong.
- Neil Nordegraf: chamado de "Young Neil" até Scott Pilgrim's Finest Hour. Ele gostava de videogames, e era o único fã da Sex Bob-Omb até a chegada de Knives, com quem teve um breve relacionamento. No filme, foi interpretado por Johnny Simmons.
- Stacey Pilgrim: irmã mais nova de Scott, que sempre quer ajudar seu irmão com suas coisas. Vira amiga de Ramona e odeia a Envy Adams por ela ter partido o coração de Scott. No filme, foi interpretada por Anna Kendrick.

- Natalie V. "Envy" Adams: ex-namorada de Scott Pilgrim que brutalmente dispensou Scott na faculdade. Ela decide mudar a si mesma e sua imagem, tornando-se mais agressiva e eventualmente assumindo a banda de Scott. É vocalista e tecladista da popular banda emergente The Clash at Demonhead. Scott descreve sua personalidade original como sendo "agradável" e não compreende o que houve desde então. Começou um namoro com Todd Ingram, um dos ex malignos da Ramona. No filme, foi interpretada por Brie Larson.
- Julie Powers: ex-namorada de Stephen Stills, e conhecida por ter muitos empregos e fazer amizade com todo mundo. Ela frequentemente organiza festas e apresenta personagens uns aos outros. Na maioria das vezes é desagradável com as pessoas, principalmente com o Scott, apenas demonstra simpatia com a Envy Adams, embora ela a ignore e não se importe com ela. Não é muito relevante para a história, servindo apenas para apresentar os personagens em suas festas. No filme, foi interpretada por Aubrey Plaza.

- Lisa Miller: uma atriz de Ontário que fez uma personagem sensual em uma novela canadense de baixo orçamento. Foi uma amiga íntima de Scott Pilgrim e Kim Pine no ensino médio, os três tinham uma banda chamada Sonic & Knuckles. Scott e Lisa nutriam sentimentos um pelo outro, mas nunca chegaram a ficar juntos, pois nunca confessaram seus sentimentos. Ela retorna em Scott Pilgrim Gets It Together, fazendo com que Ramona fique com ciúmes, apesar da resistência do Scott aos avanços da Lisa. Ela e Scott depois discutiram por que eles nunca agiram em suas possíveis atrações no ensino médio e, através de suas discussões, Scott concorda com seus sentimentos de amor genuíno em direção a Ramona. Ela não aparece no filme, e apenas foi mencionado que Scott namorou uma garota chamada "Lisa".

#### Ex-Namorados Malvados
- Matthew Patel: é o primeiro namorado da Ramona e o primeiro ex maligno a lutar contra Scott. Ramona namorou Matthew porque ele era o único garoto não-branco e não-atleta em sua escola e apenas usou Matthew e seus poderes místicos para afastar os atletas interessados nela. Ramona terminou com ele pouco depois devido aos seus caprichos pré-adolescente. É mostrado como o mais maligno da liga, mas mesmo assim foi facilmente derrotado por Scott. Sua única função durante toda a série foi apresentar a Liga dos Ex Malvados para Scott. No filme, foi interpretado por Satya Bhabha.

- Lucas Lee: segundo ex-namorado de Ramona, é um skatista que se tornou ator e é mostrado como astro de vários filmes de ação, sendo o principal antagonista de Scott Pilgrim vs. The World, seu nome é uma homenagem ao ator Jason Lee, um skatista que virou ator da vida real. Ramona e Lucas Lee começaram a namorar durante seu primeiro ano no ensino médio, naquela época Lucas Lee era, de acordo com Ramona, um "desses skatistas malas de cabelo oleoso". Antes do relacionamento, Lucas seguia Ramona e constantemente pedia para sair com ela, eventualmente Ramona aceitou e os dois saíram por um curto tempo, o relacionamento deles não teve nenhuma relevância na vida da Ramona. Em algum momento da relação, Ramona o traiu e o largou para o "primeiro garoto arrogante bonito" que veio. Foi derrotado após Scott convencê-lo a mostrar uma manobra onde ele descia uma escada de skate por um corrimão, a velocidade extrema fez com que Lucas se desintegrasse ao chegar no fim. Além de suas habilidades como skatista, Lucas Lee possui uma grande força, sendo o único da Liga que conseguiu nocautear o Scott. No filme, foi interpretado por Chris Evans.

- Todd Ingram: é o terceiro ex-namorado de Ramona Flowers, e baixista da banda The Clash at Demonhead. Todd é Vegano, mas sempre fura sua dieta vegana (que lhe fornece poderes telecinéticos), acreditando que por uma celebridade, ele pode fazer o que quiser. Ramona namorou Todd pelo resto do ensino médio, depois que ela deixou Lucas Lee, para provar seu amor por ela, Todd explodiu uma cratera na lua. Ramona e Todd terminaram quando ele foi para a faculdade vegana e ela para uma faculdade comum, pouco tempo depois Todd e Envy (que se conheciam desde os onze anos) começaram a namorar, porém, Todd trai Envy com a baterista da banda Lynette Guycott. Foi derrotado por Scott após a polícia vegana remover seus poderes, como punição pelas vezes em que furou sua dieta, o que o deixou indefeso para que Scott o finalizasse. No filme, foi interpretado por Brandon Routh.

- Roxanne "Roxy" Ritcher: a quarta ex-namorada de Ramona e a única garota da liga. Ela nasceu na Lua e também é uma Meia Ninja, possui um complexo de inferioridade sobre sua aparência e gosta de zombar de Scott. Ela namorou Ramona enquanto as duas eram colegas de quarto na Universidade da Carolina In The Sky. Ramona alega que seu relacionamento foi apenas uma fase de auto descoberta que ela passou (ou como Scott coloca, uma "fase sexy"), as duas se separaram após a faculdade mas acabaram se reencontrando após Roxy abrir uma galeria de arte em Toronto. Roxy foi responsável por ensinar a Ramona tudo o que ela sabe sobre artes marciais, suas habilidades incluem uma incrível velocidade que faz com que ela seja vista apenas como um vulto preto, capacidade de viajar pelo subespaço, se teletransportar e desaparecer em uma nuvem de fumaça. Diferente do filme (onde Scott derrota Roxy ao tocar em seu ponto G atrás do joelho), no quadrinho eles se enfrentaram em um duelo no quintal de Ramona, no qual Scott derrota Roxy a partindo ao meio com sua espada, fazendo ela explodir em bichinhos fofos como em Sonic. No filme, interpretada por Mae Whitman.

- Ken & Kyle Katayanagi: também conhecidos como The Katayanagi Twins, são o quinto e sexto ex-namorados malignos da Ramona Flowers, são gêmeos, e os principais antagonistas de Scott Pilgrim vs The Universe, embora os tons dramáticos do volume empurrem os gêmeos para o fundo. Ramona namorou ambos ao mesmo tempo, acreditava-se que os dois não sabiam disso, mas foi revelado que os dois sabiam disso e que juraram fazer tudo juntos a partir daquele momento. Não há nenhuma hostilidade entre os dois considerando sua antiga relação com Ramona, eles parecem colocar a culpa exclusivamente sobre ela. Scott luta contra os gêmeos 4 vezes antes de realmente ganhar a batalha, eles chegam ao ponto de sequestrar a Kim Pine para fazer Scott ir até eles, e foram derrotados por Scott com joelhadas duplas. Os gêmeos não possuem muitas habilidades, sendo mestres da robótica e construindo vários robôs para atacarem Scott, além de serem habilidosos artistas marciais que lutam sempre em dupla e usando golpes duplos. No filme, foram interpretados por Shôta Saitô e Keita Saitou.

- Gideon Gordon Graves: sétimo e último ex-namorado maligno da Ramona Flowers, é o líder e fundador da Liga dos Ex-Namorados da Ramona e o principal antagonista de Scott Pilgrim, seu verdadeiro nome é Gordon Goose e ele não é muito visto ao longo da série, só vindo a aparecer em Scott Pilgrim's Finest Hour. Com um cabelo surpreendentemente pontudo e uma atitude desagradável, a principal habilidade de Gideon é um poder conhecido como "o Brilho", que o permite dominar as pessoas psicologicamente através de seus traumas mentais e pessoais, assim as trancando em suas próprias mentes, acredita-se que ele só fez sucesso na vida por usar seus poderes para manipular as pessoas e fazê-las comprarem seus produtos. Apesar dos sentimentos de Ramona por Gideon, ele viu essa relação puramente como uma experiência, Gideon manipulava Ramona com seus poderes, o que a fez ir embora. Foi derrotado por Scott e Ramona juntos, que o cortaram com suas espadas formando um "X", fazendo com que ele explodisse e deixasse um bônus de 7 milhões de dólares em moedas. No filme, interpretado por Jason Schwartzman.

## Cinema
A adaptação cinematográfica da série, dirigida pelo diretor britânico Edgar Wright (Chumbo Grosso e Todo Mundo Quase Morto) e estrelada pelo ator Michael Cera no papel titular, começou a ser filmada em março de 2009 e estreou nos EUA em 13 de agosto de 2010.